# Eriovixia gryffindori
Espèce
Eriovixia gryffindori est une espèce d'araignées aranéomorphes de la famille des Araneidae.

## Distribution
Cette espèce est endémique du Karnataka en Inde,. Elle se rencontre dans les Ghats occidentaux vers Hosanagara dans le district de Shimoga.

## Description
La carapace de la femelle holotype mesure 1,80 mm de long sur 1,78 mm et l'abdomen 5,22 mm de long sur 3,18 mm.
Cette petite araignée présente une forme très inhabituelle, un abdomen en forme de goutte dont la pointe est repliée, et des couleurs (de feuille morte) qui lui confèrent de bonnes capacités de camouflage dans son environnement naturel la forêt tropicale des Ghats occidentaux, qui s'étend sur une chaîne de montagne en longeant la côte ouest de l'Inde. Selon sa description dans la revue India Journal of Arachnology, sa silhouette très particulière et sa petite taille lui permettent de se camoufler dans la végétation et de mieux échapper aux prédateurs diurnes.

## Étymologie

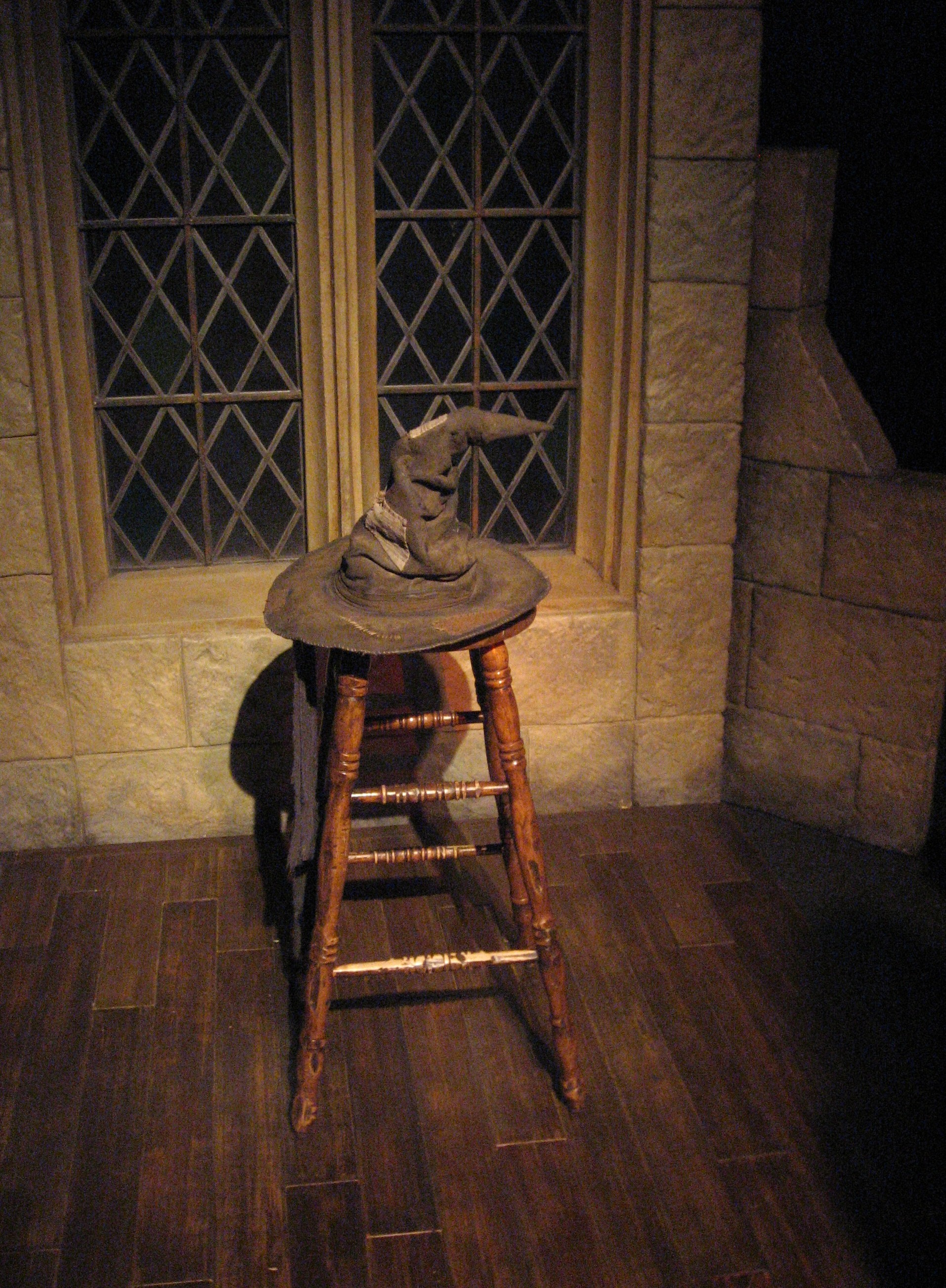
Le choixpeau magique, qui est à l'origine du nom scientifique de cette araignée

Comme sa forme et sa couleur évoquaient l'un des chapeaux de sorcier des livres Harry Potter et plus précisément le choixpeau, les découvreurs de cette nouvelle espèce lui ont donné le nom de Godric Gryffondor (Godric Gryffindor pour les anglophones), le propriétaire original du chapeau qui trie les élèves arrivant à l'école de sorciers Poudlard pour les envoyer dans l’une ou l’autre des   maisons  durant toute leur scolarité ,.

## Publication originale
- Ahmed, Khalap & Sumukha, 2016 : A new species of dry foliage mimicking Eriovixia Archer, 1951 from central Western Ghats, India (Araneae: Araneidae). Indian Journal of Arachnology, vol. 5, no 1/2, p. 24-27 (texte intégral).